# Ancylus ashangiensis
Ancylus ashangiensis је пуж из реда Hygrophila и фамилије Planorbidae.

## Угроженост
Ова врста се сматра угроженом.

## Распрострањење
Ареал врсте је ограничен на једну државу. 
Етиопија је једино познато природно станиште врсте, где се налази само у језеру Ашанги.

## Станиште
Станиште врсте су слатководна подручја.